# Tipula (Eumicrotipula) orizabensis
Tipula (Eumicrotipula) orizabensis is een tweevleugelige uit de familie langpootmuggen (Tipulidae). De soort komt voor in het Neotropisch gebied.